# Millennium (альбом Front Line Assembly)
Millennium — студийный альбом индастриал-группы Front Line Assembly, выпущенный в 1994 году на голландском лейбле Roadrunner Records.
В Millennium широко использованы семплы из таких фильмов, как «С меня хватит!», «Чужой 3», «Цельнометаллическая оболочка», «Бешеные псы»
В 2007 году ограниченным тиражом вышло двухдисковое ремастированное переиздание альбома. Второй диск переиздания включал в себя ремиксы и би-сайды синглов Millennium и Surface Patterns.

## Список композиций
| №   | Название               | Длительность |
| --- | ---------------------- | ------------ |
| 1.  | «Vigilante»            | 6:28         |
| 2.  | «Millennium»           | 6:10         |
| 3.  | «Liquid Separation»    | 5:05         |
| 4.  | «Search And Destroy»   | 6:30         |
| 5.  | «Surface Patterns»     | 5:36         |
| 6.  | «Victim Of A Criminal» | 6:32         |
| 7.  | «Division Of Mind»     | 5:47         |
| 8.  | «This Faith»           | 6:12         |
| 9.  | «Plasma Springs»       | 6:20         |
| 10. | «Sex Offender»         | 8:13         |

| №  | Название                                     | Длительность |
| -- | -------------------------------------------- | ------------ |
| 1. | «Surface Patterns (Surveillance Remix)»      | 5:53         |
| 2. | «Surface Patterns (Chemical Cauldron Remix)» | 7:38         |
| 3. | «Internal Combustion»                        | 5:37         |
| 4. | «Surface Patterns (Scarification Remix)»     | 4:35         |
| 5. | «Millennium (1000 Years Of Decay Remix)»     | 6:19         |
| 6. | «Millennium (Left In Ruins Remix)»           | 7:50         |
| 7. | «Transtime»                                  | 5:58         |
| 8. | «Millennium (Until Death Remix)»             | 4:43         |

## Участники записи
- Билл Либ — программирование, вокал
- Рис Фалбер — программирование
- Девин Таунсенд — гитара (1, 7, 10)
- Дон Харрисон — гитара (4, 9)